# Cirugía de feminización facial
La cirugía de feminización facial (FFS, Facial feminization surgery en inglés) es un conjunto de procedimientos quirúrgicos cosméticos que alteran las características faciales típicamente masculinas para acercarlas en forma y tamaño a las características faciales femeninas típicas. 
Esta cirugía puede incluir varios procedimientos óseos y de tejidos blandos, como levantamiento de cejas, rinoplastia, implantación de mejillas y aumento de labios.
Las caras contienen caracteres sexuales secundarios que hacen que los rostros masculinos y femeninos se puedan distinguir fácilmente. Estas características se refieren a la forma de la frente, la nariz, los labios, las mejillas, el mentón y la mandíbula.
Las características en el tercio superior de la cara son las más importantes, pero los cambios sutiles en los labios pueden tener también un efecto grande.
La feminización facial suele acompañarse de otros procedimientos de embellecimiento y rejuvenecimiento como la eliminación de las bolsas de los ojos y los párpados caídos mediante blefaroplastia, u otros procedimientos como los estiramientos faciales y de cuello.

## Candidatos
Si bien la mayoría de los pacientes de feminización facial son mujeres transgénero, algunas mujeres cisgénero que sienten que sus caras son demasiado masculinas también se someten a estos procedimientos. En ocasiones, la cirugía de feminización es requerida por cross-dressers y drag queens.
Para muchas mujeres transgénero, la cirugía de feminización facial es médicamente necesaria para tratar la disforia de género. Puede ser tan importante o incluso más importante que el cambio de las formas genitales de cirugía de afirmación de género (SRS, sex reassignment surgery en inglés) para reducir la disforia de género y ayudar a las mujeres trans a integrarse socialmente como mujeres.
Los candidatos de a la cirugía de feminización deben esperar hasta que los huesos de su cráneo hayan dejado de crecer antes de someterse a FFS. La forma de determinar si los huesos del cráneo han dejado de crecer es tomar radiografías sucesivas de la mandíbula y los huesos de la muñeca para asegurarse de que el crecimiento óseo se haya detenido.

## Historia
Las técnicas de FFS se derivan de la cirugía maxilofacial y reconstructiva, así como de la cirugía general plástica y cosmética. 
FFS comenzó en 1982 cuando Darrell Pratt, un cirujano plástico que realizó cirugías de afirmación de género, se acercó a Douglas Ousterhout con una solicitud de un paciente transexual de Pratt de hombre a mujer; la paciente quería cirugía plástica para hacer que su rostro pareciera más femenino, ya que la gente todavía reaccionaba ante ella como si fuera un hombre.
La práctica previa de Ousterhout consistió en reconstruir caras y cráneos de personas que habían sufrido defectos de nacimiento, accidentes u otro trauma. Ousterhout estaba interesado en ayudar pero sabía que no sabía qué era un rostro femenino, por lo que investigó leyendo por primera vez la antropología física de principios del siglo XX para identificar qué características eran femeninas, y luego derivando mediciones que definían aquellas características de una serie de cefalogramas tomados en la década de 1970, y luego trabajando con un conjunto de cientos de cráneos para ver si podía diferenciar de manera confiable cuáles eran las mujeres y cuáles eran los varones usando esas medidas. 
Ousterhout luego comenzó a determinar qué técnicas quirúrgicas y materiales ya usaba y cuáles podía aplicar para transformar una cara masculina en una cara femenina; fue pionero en la mayoría de los procedimientos involucrados en FFS y también participó en sus posteriores mejoras.
A partir de 2006, había alrededor de doce cirujanos en todo el mundo especializados en FFS.

## Costo
En los Estados Unidos a partir de 2006, el procedimiento oscila entre $20,000 y $40,000 dólares, aproximadamente el doble del costo de la cirugía de reafirmación de género. 
En Europa, los costos son considerablemente más bajos. A partir de 2017, entre 10.000€ y 25.000€ para una feminización completa.